# Новий Усад (Краснослободський район)
Новий Уса́д (рос. Новый Усад, ерз. Новый Усад) — село у складі Краснослободського району Мордовії, Росія. Входить до складу Краснопідгорного сільського поселення.
Населення — 454 особи (2010; 498 у 2002).
Національний склад (станом на 2002 рік):
- росіяни — 96 %